# 홍승욱

광주고등검찰청 검사장
홍승욱(洪承郁, 1969년 ~ )은 대한민국의 제52대 광주고등검찰청 검사장이다.

## 학력
- 오금고등학교
- 연세대학교 법학과 학사

## 경력
- 1996.12 제38회 사법시험 합격
- 1999.1 제28기 사법연수원
- 1999.4 공군법무관(공군본부, 제15특수임무비행단)
- 2002.4 서울지방검찰청 북부지청 검사
- 2004.2 대전지방검찰청 천안지청 검사
- 2006.2 부산지방검찰청 검사
- 2008.2 법무부 법무과 검사
- 2010.2 서울중앙지방검찰청 검사
- 2011.9 대구지방검찰청 부부장검사
- 2012.7 수원지방검찰청 여주지청 부장검사
- 2014.1~2015.2 제53대 대구지방검찰청 상주지청 지청장
- 2015.2~2016.1 법무부 상사법무과 과장
- 2016.1~2017.8 법무부 법무심의관
- 2017.8~2018.7 서울중앙지방검찰청 형사1부 부장검사
- 2018.7~2019.8 서울고등검찰청 검사
- 2018.7~2019.8 국무조정실 부패예방감시단 파견
- 2019.8~2020.2 서울동부지방검찰청 차장검사
- 2020.2~2021.7 대전지방검찰청 천안지청 지청장
- 2021.7~2022.5 서울고등검찰청 검사
- 2022.5~2023.9 수원지방검찰청 검사장
- 2023.9~2024.5 광주고등검찰청 검사장
- 2024.8~ 법무법인 솔 대표변호사